# Nymfomanka (film)
Nymfomanka (původním názvem Nymph()maniac) je film dánského režiséra Larse von Triera z roku 2013. Je rozdělen do dvou částí, přičemž první má 145 minut a druhá 124 (necenzurovaná verze je o třicet minut delší). Hlavní roli ve filmu hraje Charlotte Gainsbourgová, dále pak Stellan Skarsgård, Stacy Martin, Shia LaBeouf, Christian Slater, Uma Thurman, Willem Dafoe a další.

## Recenze
- iDNES.cz (část 1) 80%[2]
- iDNES.cz (část 2) 70%[3]